# Nicola Barker
Nicola Barker (* 30. März 1966 in Ely, Cambridgeshire) ist eine britische Schriftstellerin, die für ihre Bücher unter anderem mit dem John Llewellyn Rhys Prize, dem International IMPAC Dublin Literary Award, dem Hawthornden-Preis sowie dem Goldsmiths Prize ausgezeichnet wurde.

## Leben
Nicola Barker, die einen Teil ihrer Kindheit in Südafrika verbracht hatte, kehrte 1980 mit ihrer Familie nach England zurück und studierte nach Beendigung ihrer Schulausbildung am King’s College der University of Cambridge.
Ihr literarisches Debüt gab sie 1993 mit Love Your Enemies, einer Sammlung von schwarz-humorigen und surrealen Kurzgeschichten, für die sie sowohl den David Higham Prize for Fiction als auch den Macmillan Silver Pen Award des britischen P.E.N. erhielt. Für die Kurzgeschichtensammlung Heading Inland (1996) wurde sie 1996 mit dem John Llewellyn Rhys Prize der Sonntagszeitung The Mail on Sunday ausgezeichnet.
Für ihren Roman Wide Open (1998), die Geschichte zweier Brüder, die sich mit ihrer Vergangenheit auseinandersetzen, erhielt Nicola Barker im Jahr 2000 den International IMPAC Dublin Literary Award. Diesem Roman folgten unter anderem Five Miles from Outer Hope (2000) über eine Heranwachsende, die auf einer kleinen Insel vor der Küste von Devon lebt, sowie 2004 Clear, der von der Glaskiste inspiriert wurde, in der der Zauberkünstler David Blaine 44 Tage ohne Nahrung über der Themse in der Nähe der Tower Bridge lebte.
2007 erschien ihr Roman Darkmans, der nicht nur 2008 den Hawthornden-Preis erhielt, sondern auch für den Booker Prize für das Jahr 2007 und den Ondaatje-Preis nominiert war. Der Roman handelt vom Hofnarren und Biografen des englischen Königs Edward IV. 2010 erschien der komische Briefroman Burley Cross Postbox Theft. Für ihren Roman H(a)ppy wurde sie 2017 mit dem Goldsmiths Prize ausgezeichnet.

## Werke

### Romane
- Reversed Forecast (1994)
- Small Holdings (1995)
  - Kleine Verhältnisse, dt. von Brigitte Heinrich; Suhrkamp, Frankfurt am Main 1997. ISBN 978-3-518-40865-0
- Wide Open (1998)
  - Weit offen, dt. von Brigitte Heinrich; Suhrkamp, Frankfurt am Main 1999. ISBN 978-3-518-41045-5
- Five Miles from Outer Hope (2000)
  - Nadeln im Ohr, dt. von Brigitte Heinrich; Suhrkamp, Frankfurt am Main 2002. ISBN 978-3-518-41318-0
- Behindlings (2002)
- Clear: A Transparent Novel (2004)
- Darkmans (2007)
- Burley Cross Postbox Theft (2010)
- The Yips (2012)
- In the Approaches (2014)
- The Cauliflower (2016)
- H(a)ppy (2017)

### Erzählungen
- Love Your Enemies (1993)
- Heading Inland (1996)
- The Three Button Trick: Selected Stories (2001)